# Metioche japonicum
Metioche japonicum är en insektsart som först beskrevs av Ichikawa 2001.  Metioche japonicum ingår i släktet Metioche och familjen syrsor. Inga underarter finns listade i Catalogue of Life.